# Alemann nyelvjárás
Az alemannt a német nyelvterületek déli, délnyugati részén beszélik. Német nyelvjárásnak, vagy külön felnémet nyelvnek tekinthető. Nagyrészt Baden-Württembergben (egy északi sávon kívül), Bajorország nyugati részén, Svájc németek lakta területén, Ausztria Vorarlberg tartományában, a franciaországi Elzászban és Olaszországban Trentino-Alto Adige régióban használják.
Németország, Franciaország és Olaszország területein kezd kihalni a nyelvjárás, mivel már csak idősebbek beszélik, a fiatalok viszont már inkább az irodalmi németet vagy az adott ország hivatalos nyelvét beszélik, néhány alemann ismertetőjeggyel. Svájcban azonban még nagyon elterjedt manapság is.

## Ismertetőjegyek
Néhány különbség a német nyelvtől:
- az [iː, uː, yː] helyett gyakran [i̯ə, u̯ə, y̯ə] állnak. Az Elzász és a Lörrach környék nyelvjárásában [i̯ə, y̯ə, i̯ə]-vá változnak és nincs [u̯ə].
- a déli nyelvjárásokban a [k] gyakran [kx] és [x] (x csak a szó elején) lesz.
- az <ei, eu/äu, au> <i/ii, ü/üü, u/uu>-vá változnak. Néhány nyelvjárásban (Freiburg környéke, Elzász): ei, eu/u > i, ii; au > ü, üü. Ezeken a területeken is gyakran <ie> [i̯ə]-t használják a [y̯ə] helyett.
- A német „e” a szóvégen gyakran eltűnik vagy [ə, i] lesz belőle.
- <m, n> eltűnnek a szó végén
- a német birtokoseset helyett mindig részes eset áll
- nincs „Präteritum” (első múltidő), hanem csak „Perfekt” (második múlt igeidő)
- Sok (de nem minden) német és alemann szóban az <a, o, u> magánhangzók <ä, ö, ü> lesznek a ragozásban vagy a többes számban. Itt eltérés lehet a némettől, azaz a német <a> egy <ä>-vé változik és az alemann szóban <a> marad (vagy fordított; példa: német ich habe gekannt, alemann i(ch) ha kännt; német er fährt, alemann er fahrt).
- Hosszú mássalhangzók, főképpen a svájci nyelvjárásokban

## Írás
Nincs egységes alemann írás, ezért sokan a németből vagy a könyvszerkesztőktől tájékozódnak. A legismertebb könyv alemann írásról a Schwyzertütschi Dialäktschrift, melyet Dieth Eugen írt 1938-ban.
A hagyomány miatt gyakran két betűt írnak hosszú magánhangzóként és gyakran csak a hosszú mássalhangzókat duplázzák (míg a németben, ahol mindig rövidek a mássalhangzók, rövid magánhangzó mögött duplázzák). A német ie-t [iː] csak akkor írják, amikor [i̯ə]-t kimondják és y-t, ii-t vagy i-t írnak az [iː]-ért. Az [iː]-nek és az [i̯ə]-nek jelentésmegkülönböztető szerepe lehet: Wii [viː] (bor), wie [vi̯ə] (hogy, milyen).

## Alcsoportok
Már több tudós próbált meg alcsoportokat állítani; a következő beosztás többé-kevésbé elismert (az alcsoportok területüket a képen látszik):
- Sváb (Schwäbisch)
- Alalemann (Niederalemannisch)
  - Bodeni-tói alemann (Bodenseealemannisch)
- Felalemann (Hochalemannisch)
- Legfelebb alemann (Höchstalemannisch)

### Más beosztatás
- A „szoros értelemben vett alemann” (al. Alemannisch im ängere Sinn) kifejezésnek csak azokat a nyelvjárásokat tekintik, ahol az újfelnémet [ai, au, oi] kettőshangzók az [iː, uː, yː] magánhangzóvá megváltozott. A „tágabb értelemben vett allemann” (al. Alemannisch im witere Sinn) csoporthoz a sváb nyelv is tartozik, bár ennek létezik az a három kettőshangzója.
- A nyugati és a keleti alemannt (al. West- und Ostalemannisch) is szokták megkülönböztetni, ami nem függ a fenti négy alcsoporttól. A keleti alemannnak egységes többes számú ragozása van, míg nyugati alemann nyelven a második személy eltér a két más személytől (myr sage, ihr saget, si sage nyugati, myr saget, ihr saget, si saget keleti alemann nyelven).

A négy illetve öt alcsoportot magukat is alcsoportba osztatták. Azok az alcsoportok gyakran a területüktől kapták nevüket: Züridütsch, Berndütsch, Ostschwizerisch stb. (Zürichi német, Berni német, Kelet-svájci német).

## Név
A nevet Hebel Johann Peter költő hozta be a 19. században: Allemannische Gedichte (Alemann versek) volt a címe a könyvének, melyet 1803-ban tett közzé. Ő még „Allemannisch”-t írt, míg később már csak „Alemannisch”-ként betűzték a nyelv nevét: a német helyesírási szabályok szerint ez a helyes, mert hanysúlytalan rövid magánhangzó után általában nem dublázzák meg a következő mássalhangzót. A nyelvtudományban a 19. és a 20. század óta használják ezt a szót. Csak a legújabb időben kezdett a „nyugati felnémet” (alemannul Westoberdütsch, németül Westoberdeutsch) kifejezés használása. A szó az alemann nép nevéből származik; a nyelv területe többé-kevésbé az alemannoké.
Az alemann szót főképpen Németországban, Ausztriában és Franciaországban használják. A svájciak gyakran a svájci németről szólnak, bár ez a kifejezés a nyelvtudomány szerint rossz (Svájcban fel-alemannul is, legfeljebb alemannul is, al-alemannul is beszélnek, amelyet nem lehet a svájci német kifejezéssel összefoglalni, mert a fel- és al-alemann nyelvjárást Svájc határain túl is beszélik). Franciaországban néha „Elsässisch”-ről is van szó (francia nyelven alsacien), amely elzászit jelenti.

## Nyelv vagy nyelvjárás?
Az olyan szabályzat szerint, amely szerint egy nyelvjárás akkor független nyelv, ha más nyelvjárás beszélője már képtelen megérteni, nyelvnek tekintik az alemannt. Egy felnémet beszélő igen nehezen érti meg az alemannt. Ezért például az UNESCO szerint nem nyelvjárás.
Ez a besorolás vitatott, mert az átmenet az alemann és a más német nyelvjárások (illetve a bajor vagy a frank) között elég éles. Egy frank vagy bajor, aki a nyelvhatáron él, általában megérti egy alemannt a közeléből. Az egymástól messze elő alemannok azonban már nem értik meg egymást: például egy sváb alig ért meg egy svájcit; észak-svájci nehezen érti meg a bernieket, aki maga nem érti a baden-württembergiet. Így az alemannt magát is lehetne több független nyelvre osztani. Különben is pontatlan a „megérteni” szó és ezért még nehezebb a megítélés.
Néhány nyelvtudós nem tekinti különálló nyelvnek az alemannt arra hivatkozva, hogy nincs se egységes helyesírása, se sztenderd nyelvváltozata. Ez azonban csak félig igaz, mert széles körben ismert a (nem kötelezően használt) Dieth-írás, illetve az elzászi nyelv is rendelkezik irodalmi nyelvvel, bár azt a német és a francia ma már háttérbe szorít. Az elzásziak, akik vállalják az elzászi nyelvet nem sorolják alemann dialektusnak nyelvüket. Az alemann, vagy az elzászi még mindig nem hivatalos nyelv sehol.

## Az alemann mai helyzete
Németországban, és kisebb mértékben Ausztriában is, már a második világháború előtt, de különösen a háború után következő időszakban egyre csökkent az alemann nyelvjárás használata. Helyette a felnémet terjedt el, mely – mivel a rádióban, televízióban, iskolában szinte kizárólagos – hatást gyakorolt az alemannra is (például az alemannban nem létező birtokos eset vagy präteritum használata). Így a beszélt alemann fokozatosan felnémetté változott illetve változik. Az alemann archaikusabb formáját ma főként az idősebb emberek beszélik, miközben a fiatalok inkább felnémetül beszélnek, gyakran néhány alemann ismertetőjeggyel (például az <sp, st>-t mint <schp, scht> ejtik ki, ahogy a nyelvjárás fonológiája szerint helyes). A nyelvjárást különösen a külföldiek és a Németország más részéről származó emberek nem tanulják meg. Ha óvodában, vagy iskolában alemannul beszél egy gyerek, általában próbálják leszoktatni róla, mert állítólag a nyelvjárás a sztenderd nyelvet károsítja.
Svájcban (azaz Svájc németül beszélő részén) a fiatalok között is elég elterjedt az alemann (vagy ahogy a svájciak nevezik: Schweizerdeutsch, jelentés: "svájcinémet"), pedig az ő nyelvük is egyre több felnémet ismertetőjegyet vesz fel. Néhányan az iskolában és óvodában is be akarják vezetni a felnémetet, pedig óvodában ez még nem érvényesült. Svájcban köznyelvként a felnémetet alig használják, még a bevándorlók is gyakran alemannul tanulnak meg, főként azok, akik a környéken születtek, vagy fiatal gyerekként költöztek Svájcba.
Elzászban a francia – amely az egyetlen hivatalos nyelv – kiirtja az ottani elzászi nyelvet. Itt is főleg az idős emberek még beszélnek alemannul. Bár iskolában többen tanulnak németül, mint Franciaország más részeiben, a nyelvjárás beszélői száma folyamatosan csökken, és anyanyelvként, azaz anyanyelvi szinten, egyre kevesebben beszélik.

## Lásd még
- Alemannok

## Fordítás
- Ez a szócikk részben vagy egészben  az   Alemannisch című alemann Wikipédia-szócikk ezen változatának fordításán alapul.  Az eredeti cikk szerkesztőit annak laptörténete sorolja fel. Ez a jelzés csupán a megfogalmazás eredetét és a szerzői jogokat jelzi, nem szolgál a cikkben szereplő információk forrásmegjelöléseként.